# Masacre de Viannos
Las masacres de Viannos (en griego: αγές της Βιάννου ή Ολοκαύτωμα της Βιάννου) fueron el resultado de una campaña de exterminio masivo lanzada por fuerzas nazis contra los civiles residentes en unas 20 aldeas ubicadas en el área del este de Viannos (en griego: Βιάννος) y el oeste de Ierapetra (en griego: Ιεράπετρα), en la isla griega de Creta durante la II Guerra Mundial. Los asesinatos, en número superior a los 500, se llevaron a cabo del 14 al 16 de septiembre de 1943 por unidades de la Wehrmacht. Estas muertes estaban acompañadas por la quema de la mayoría de los pueblos, y el saqueo y la destrucción de las cosechas.
Fue una de las masacres más mortíferas durante la ocupación de Grecia por el Eje y fue ordenado por el General Friedrich-Wilhelm Müller, en represalia por el apoyo y la participación de la población local en la resistencia de Creta. Müller, quien ganó el apodo de "El Carnicero de Creta", fue ejecutado después de la guerra por su responsabilidad en esta y en otras masacres.

## Antecedentes
Viannos es un área montañosa en la parte sureste de la unidad regional de Heraklion, que se extiende entre los pies del monte Dikti, en el norte, y el mar de Libia, en la costa sur de Creta. Tras la batalla de Creta en 1941, por la que la isla cayó en manos del Eje, Viannos y las cercanas Lasithi formaban parte de la zona de ocupación italiana. Hasta finales de 1942, los italianos apenas tenían presencia en el área, lo que facilitaba la actuación de varios grupos de resistencia. Entre ellos se encontraba uno de los grupos guerrilleros más grandes de Creta, dirigido por Manolis Bandouvas.
A principios de 1943, la creciente actividad de los guerrilleros. combinada con los rumores de que los aliados tenían planes de invadir Creta, llevó a los italianos a iniciar la construcción de fortificaciones costeras e instalar guarniciones en la región. Por otro lado los alemanes, que ya habían comenzado desde 1942 a estacionar sus propias fuerzas en las aldeas costeras de Tsoutsouros y Arvi, en mayo de 1943 también establecieron un puesto de avanzada con tres hombres en Kato Simi, con la misión de recolectar comida para el suministro de las tropas de ocupación y de mantener los alrededores bajo vigilancia.

## La emboscada en Kato Simi
La invasión aliada de Sicilia, en julio de 1943, seguida por el armisticio italiano, anunciado el 8 de septiembre, y la huida del comandante italiano Angelico Carta del este de Creta a Egipto, reforzó los rumores de que era injminente una operación aliada contra Creta. Provocado por este error, Bandouvas ordenó un ataque contra el puesto de avanzada alemán en Kato Simi.
Según fuentes británicas, Bandouvas actuó sin consultar a los británicos, confiando en que los Aliados pronto aterrizarían en Creta y él aparecería como un héroe nacional. Sin embargo, el líder de la resistencia afirmó que, conforme a las órdenes de El Cairo, había instruido a sus hombres para capturar a los alemanes vivos. No obstante, sus afirmaciones fueron negadas por los agentes de la SOE Patrick Leigh Fermor y Thomas James Dunbabin. Otra posible explicación es que Bandouvas pudo caer en una trampa, traicionado por los británicos que, preparándose para la era de la posguerra, intentaban ya eliminar las unidades locales cada vez más populares del EAM / ELAS pro comunista. En cualquier caso, el 10 de septiembre los partisanos de Bandouvas mataron a los dos soldados presentes en el puesto de avanzada alemán en el momento del ataque y arrojaron sus cuerpos en una grieta.

## La batalla de Kato Simi
Los cuerpos de los dos soldados alemanes estacionados en Kato Simi fueron descubiertos y las noticias del incidente llegaron a sus superiores, quienes ordenaron que una compañía de infantería se mudara a la aldea. Mientras tanto, Bandouvas se había dado cuenta de que la aldea estaba en peligro y que no le quedaba otra opción que defenderla. Así, puso una emboscada con 40 de sus hombres en un valle cerca de la entrada de Kato Simi y esperó a los alemanes. Estos aparecieron en la mañana del 12 de septiembre y fueron atacados por la resistencia. A pesar de su sorpresa inicial, los alemanes lograron retirarse y comenzó una feroz batalla que duró hasta la tarde. Los alemanes finalmente fueron derrotados, sufriendo grandes pérdidas (las estimaciones sobre el número de soldados alemanes muertos varían ampliamente, estimándose en más de 400 por algunas fuentes o en dos compañías según otras; además, 12 alemanes fueron capturados vivos). Los partidarios de Bandouvas solo perdieron a un hombre y se retiraron a las montañas.

## Las represalias
Al día siguiente de la eliminación de la compañía alemana en Kato Simi, una gran fuerza de más de 2000 hombres comenzó a reunirse en Viannos. Queriendo poner un ejemplo y distanciarse de los italianos, que estaban considerando unirse con los partisanos, el comandante Friedrich-Wilhelm Müller ordenó a las tropas del 65º regimiento, de la 22ª división de infantería que destruyesen Viannos y ejecutsen inmediatamente a todos los hombres mayores de dieciséis años, así como a todos los que fueron arrestados en el campo, sin importar el género o la edad.
El plan para la destrucción sistemática de Viannos se puso en marcha a partir del 13 de septiembre. Separados en grupos más pequeños, las fuerzas del Regimiento de Granaderos 65 rodearon la región y la invadieron simultáneamente desde varias direcciones. Al principio, aseguraron a los lugareños que sus intenciones eran pacíficas, persuadiendo a muchos de los hombres que habían huido a las montañas para que regresaran a sus hogares. Al día siguiente, 14 de septiembre, se llevaron a cabo ejecuciones masivas indiscriminadas, tiroteos y arrestos improvisados, así como saqueos, incendios, vandalismo y demolición. [14] A los supervivientes se les prohibió regresar a sus hogares en ruinas y enterrar a sus muertos.

## Secuelas
El número exacto de víctimas griegas sigue siendo desconocido, pero la mayoría de las fuentes coinciden en que el número supera los 500, todos ellos habitantes de las aldeas de Kefalovryssi, Kato Simi, Amiras, Pefkos, Vachos, Agios Vassilios, Ano Viannos, Sykologos, Krevatas, Kalami y Loutraki (en griego: Κεφαλοβρύσι, Κάτω Σύμη, Αμιράς, Πεύκος, Βαχός, Άγιος Βασίλειος, Άνω Βιάννος, Συκολόγος, Κρεβατάς, Καλάμι, και Λουτράκι), en el este de Viannos, así como los de Mirtos, Gdochia, Riza, Mournies, mythoi, Malles, Christos y Parsas (actual Metaxochori) (en griego: Mύρτος, Γδόχια, Ρίζα, Μουρνιές, Μύθοι, Μάλλες, Χριστός y Παρσάς - Μεταξοχώρι), en el oeste Ierapetra.
Cerca de 200 civiles más fueron secuestrados. Alrededor de 1000 edificios, en su mayoría casas, fueron destruidos. A los aldeanos supervivientes se les prohibió enterrar a sus muertos o regresar a sus hogares, la mayoría de los cuales habían sido incendiados. Nunca se pagaron reparaciones a los supervivientes oni a los familiares de las víctimas. Los pueblos tardaron muchos años en recuperarse y algunos nunca lo lograron por completo.
La mayoría de los guerrilleros de Bandouvas se dispersaron en las montañas cercanas mientras él y unos pocos hombres más huían hacia el oeste, siendo perseguidos por los alemanes. A ellos se les unieron grupos de resistencia de la cordillera Blanca y, durante octubre de 1943, se enfrentaron con destacamentos alemanes en varias ocasiones. En represalia, los alemanes ejecutaron a varios civiles en las aldeas de Kali Sykia y Kallikratis. En noviembre de 1943, Bandouvas fue evacuado a Egipto.
El general Müller fue capturado por el Ejército Rojo en Prusia Oriental y luego extraditado a Grecia. Fue juzgado por un tribunal militar griego junto con Bruno Bräuer, comandante de las fuerzas de ocupación de Creta entre 1942 y 1944, acusados de crímenes de guerra. Ambos fueron condenados a muerte el 9 de diciembre de 1946 y ejecutados por un pelotón de fusilamiento el 20 de mayo de 1947. Nadie más fue llevado ante la justicia, ni se pagó ninguna reparación a las familias de las víctimas.
Hoy en día, cada aldea tiene un monumento de guerra dedicado a sus muertos, mientras que en la aldea de Amiras, se construyó un gran monumento conmemorativo de todos ellos.